# (5376) 1990 DD
1990 دي دي (ويعرف أيضًا باسم (5376) 1990 دي دي وفق تسمية الكوكب الصغير) (بالإنجليزية: 1990 DD)‏ هو كويكب ضمن حزام الكويكبات؛ وترتيبه 5376 من حيث الاكتشاف.
اكتُشف هذا الجُرم الفلكي بواسطة هيروشي كانيدا في 16 فبراير 1990.

## وصلات خارجية
- (5376) 1990 DD في قاعدة بيانات مختبر الدفع النفاث لأجرام النظام الشمسي الصغيرة

- الاكتشاف · مخطط المدار ·  العناصر المدارية · المعلمات المادية

- (5376) 1990 DD على موقع ويكي سكاي: DSS2, SDSS, GALEX, IRAS, Hydrogen α, X-Ray, Astrophoto, Sky Map, Articles and images